# Česká Metuje
Česká Metuje település Csehországban, Náchodi járásban. Česká Metuje Žďár nad Metují, Stárkov, Teplice nad Metují, Velké Petrovice és Jívka településekkel határos. Lakosainak száma 295 fő (2024. január 1.).

## Népesség
A település lakosságának változását az alábbi diagram mutatja:
| Lakosok száma | 1352 | 1201 | 954  | 506  | 394  | 333  | 291  | 298  | 289  | 295  |
|               | 1869 | 1890 | 1921 | 1950 | 1980 | 2001 | 2017 | 2019 | 2022 | 2024 |